# Timour Abdikeyev
Pour les articles homonymes, voir Timur (homonymie).
 (août 2016).
Timour Rafikovitch Abdikeyev (en russe : Тимур Рафикович Абдикеев), né en 1979 à Bakou en Azerbaïdjan) est un chanteur d’opéra (voix basse) azerbaïdjanais, lauréat des concours internationaux, soliste du Théâtre Mariinsky de Saint-Pétersbourg et artiste émérite de la République du Tatarstan.

## Biographie
Né en 1979 à Bakou (République d'Azerbaïdjan) dans une famille tatare, il est diplômé en 1990 d'une école musicale (accordéon et piano). En 1995, après le baccalauréat, il entre à l'Académie d’administration publique. En 1996, il change son destin d’une façon radicale en abandonnant ses études à l'Académie d’administration publique pour se consacrer entièrement à sa vocation. La même année il entre à l'Ecole Nationale de musique Hajibeyov à Bakou.

## Prix et distinctions
En 2000, Timur Abdikeyev remporte des prix et des distinctions lors de deux concours : au concours républicain Shovget Mamedov (Azerbaïdjan) et au concours international Bul-Bul. Il reçoit le prix « Nadejda » (Espoir) du fonds de la grande mezzo-soprano russe Irina Arkhipova. Ce prix reçu des mains de la grande cantatrice russe ouvre au chanteur les portes d’une carrière internationale. Plus tard, l'artiste devient lauréat du concours international des vocalistes (présidé par Vladimir Atlantov) et finaliste du concours du théâtre La Scala à Milan (présidé par Leyla Gencer).

En 2004, Timur Abdikeyev débute avec succès en tant que soliste sur la scène du Théâtre Mariinsky (Opéra Kirov) à Saint-Pétersbourg. Il se produit dans plus d’une soixantaine de rôles sur cette scène légendaire, ainsi que dans les théâtres les plus renommés du monde : l'Opéra Bastille à Paris, l'opéra Royal de Stockholm, le Barbican Hall à Londres, le Teatro Real à Madrid, le Bolchoï à Moscou, le John F. Kennedy Center à Washington et le Carnegie Hall à New York.
Une place à part dans la biographie de l’artiste à cette période-là étaient le récital aux concerts de gala donnés à l’occasion du 300e anniversaire de la ville de Saint-Pétersbourg et au 1000e anniversaire de la ville de Kazan (Tatarstan), la diffusion télévisée de ses récitals et des concerts des solistes du Théâtre Mariinsky, participation à une vingtaine de premières du Théâtre, concerts avec des artistes émérites tels que Vladimir Galousine, Maria Goulegina, Nicolai Poutiline, Anna Netrebko, Ferruccio Furlanetto, avec des chefs d’orchestre tels que Valerii Guergiev, Gienandrea Noseda, Keri-Lynn Wilson, Rafael Fruhbeck de Burgos.
En 2023, la société Académique Française Arts-Sciences-Lettres a décerné à Timur Abdikeyev la Médaille de platine.

## Carrière en solo
En septembre 2004, Timur Abdikeyev a donné son premier récital en solo au Suntory Hall au Japon. Ce concert a eu un grand retentissement qui lui a apporté un succès et une renommée internationale. La géographie de sa carrière prend de plus en plus d'ampleur et s’étend désormais aux États-Unis, à la Grande-Bretagne, à l’Italie, l’Allemagne, l’Autriche, la Hongrie, la France, au Japon, à la Lettonie, à la Russie, à la Turquie, et à l’Azerbaïdjan.
D'origine tatare, Timur Abdikeyev accorde dans son œuvre une place importante à la musique classique tatare et inclut des œuvres de compositeurs tatars dans chacun de ses récitals. Dans certaines salles, grâce à lui, la musique tatare a été exécutée pour la première fois. « Pour la contribution au développement de la musique classique tatare » , le Président de la République du Tatarstan a décoré Timur Abdikeyev du titre de « l’Artiste Emérite » de la République du Tatarstan.

## Récitals et soirées privées
L’événement Récital de Timur Abdikeyev a eu du succès dans de nombreuses capitales européennes[réf. nécessaire]. Le programme de chaque soirée comprend un concert de musique classique populaire interprété par Timur Abdikeyev et ses partenaires musiciens ,.